# Zamek Gibralfaro

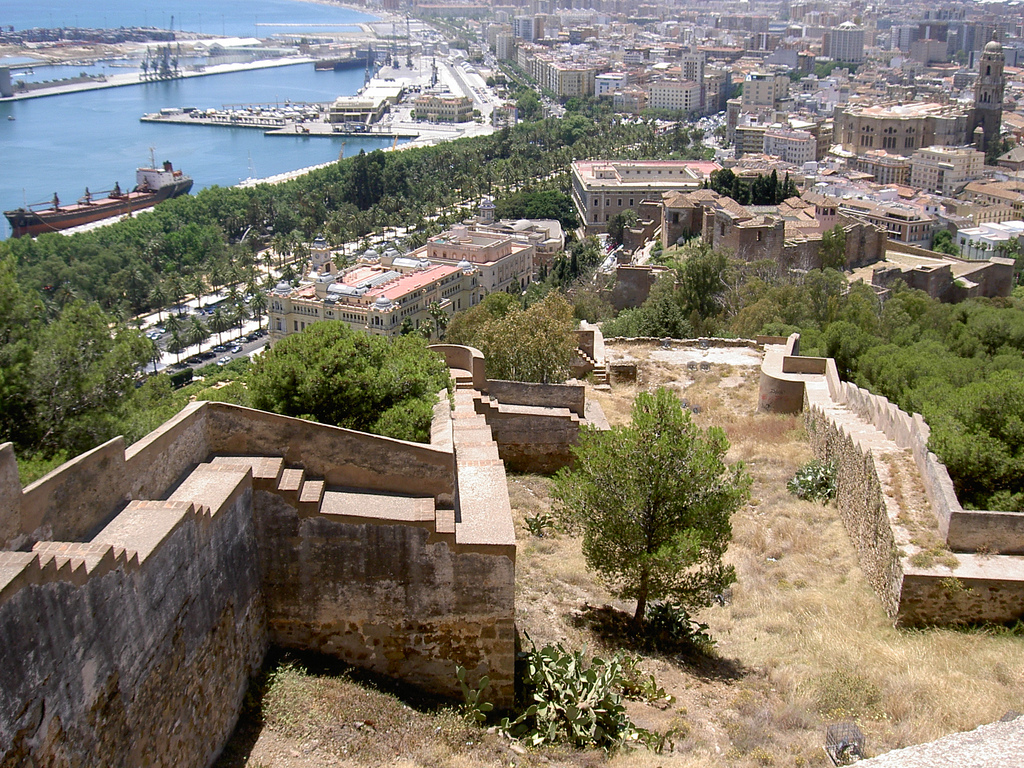
Widok z zamku na miasto. Na pierwszym planie mury zamkowe

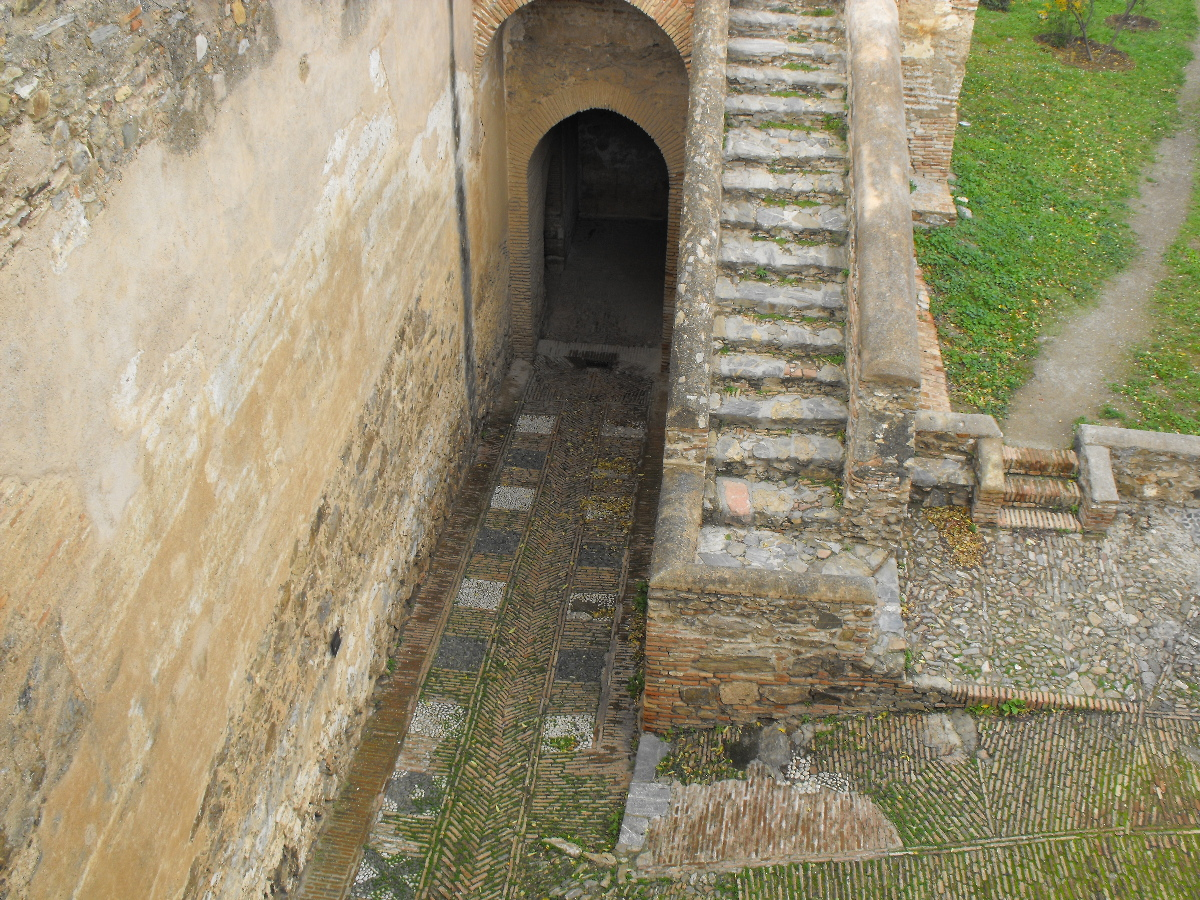
Główna brama zamku od strony wewnętrznego dziedzińca

Zamek Gibralfaro (hiszp. Castillo de Gibralfaro) zamek w Maladze (Hiszpania), wzniesiony przez Jusufa I, muzułmańskiego władcę Grenady w pierwszej połowie XIV wieku.
Zamek wzniesiono na górze o wysokości 131 m n.p.m., dla obrony położonej u podnóża góry starszej twierdzy (Alcazaba), z którą połączony jest przejściem, chronionym jedną linią murów.
Nazwa góry wywodzi się od arab. Jabal - góra i grec. Pharos - latarnia, wskazując na używanie góry jako dawnego znaku nawigacyjnego. 
Przed wybudowaniem zamku znajdowały się tam zabudowania fenickie. 
Po zdobyciu Malagi przez Hiszpanów w 1487 roku, zamek był rezydencją Ferdynanda II Katolickiego i jego żony Izabeli I Katolickiej. Zamek pełnił rolę militarną do 1925 roku.
Zamek był budowany z uwzględnieniem nowych ówcześnie rozwiązań. Biegnące zygzakiem mury pozwoliły zrezygnować z budowania baszt flankujących, a główna brama, umieszczona w najniższej części, została zbudowana w taki sposób, że atakujący, po sforsowaniu jednych drzwi, musieli zmienić kierunek (co osłabiało impet ataku i uniemożliwiało np. użycie wielkich taranów) i zdobywać drugie drzwi, podczas gdy obrońcy mogli razić ich ze szczytu pozbawionej dachu bramy.
Obecnie mury obronne pozostałe z założenia udostępnione są do zwiedzania. Na szczycie muru dostępna jest rampa z której roztacza się widok na miasto, a przy dobrej widoczności można zobaczyć Gibraltar i góry Atlas. Z innych zabudowań pozostały studnie i cysterny, a także znacznie nowszy budynek prochowni, w którym urządzono wystawę, prezentującą broń, umundurowanie i wyposażenie wojsk od XVI wieku do początków XX wieku.